# 山口寿男
山口 寿男（やまぐち ひさお、1946年11月18日（78歳） - ）は、日本の外交官。元ノルウェー特命全権大使。元イラク特命全権大使。

## 経歴
- 1946年（昭和21年）　東京都生まれ[1]。
- 1969年（昭和44年）　早稲田大学理工学部建築学科卒業[1]。
- 1975年（昭和50年）3月　創価大学経済学部中退[1]。
  - 4月　外務省入省。
- 1978年（昭和53年）　ケンブリッジ大学経済学部卒業[1]。
- 1992年（平成4年）　中近東アフリカ局アフリカ第二課長[1]。
- 1994年（平成6年）　アジア局地域政策課長[1]。
- 1995年（平成7年）　在イラン大使館参事官[1]。
- 1997年（平成9年）　軍縮会議日本政府代表部公使[1]。
- 2000年（平成12年）　在エジプト大使館公使[1]。
- 2003年（平成15年）　外務省大臣官房審議官兼領事移住部審議官[1]。
- 2004年（平成16年）　在トロント総領事館総領事[2]。
- 2006年（平成18年）　　在イラク特命全権大使[3]。
- 2007年（平成19年）　在ノルウェー特命全権大使。
- 2010年（平成22年）　ノルウェー大使退任。
- 2021年（令和3年）　瑞宝中綬章[4]。

## 同期
- 河相周夫（12年外務事務次官・10年内閣官房副長官補）
- 別所浩郎（12年駐韓大使・10年外務審議官）
- 奥田紀宏（13年駐カナダ大使・10年駐エジプト大使・08年国連次席大使）
- 谷崎泰明（13年外務省研修所長・10年駐ベトナム大使）
- 三輪昭（14年関西担当大使・10年駐ブラジル大使・08年駐ポルトガル大使）
- 鈴木庸一（13年駐フランス大使・10年駐シンガポール大使）
- 持田繁（10年国連事務総長副特別代表）
- 門司健次郎（13年ユネスコ代表部大使・10年駐カタール大使）
- 渥美千尋（11年駐アイルランド大使・08年駐パキスタン大使）
- 岸野博之（13年駐ラオス大使・10年駐エチオピア大使）
- 水城幾雄（10年駐パナマ大使）
- 江川明夫（13年駐スロバキア大使・10年駐ザンビア大使）
- 竹内春久（13年駐シンガポール大使・11年駐沖縄担当大使・08年駐イスラエル大使）
- 西林万寿夫（13年駐ギリシャ大使・10年兼北極担当大使・12年文化交流担当大使・09年駐キューバ大使）
- 篠塚保（12年国際テロ対策・組織犯罪対策協力担当兼サイバー政策担当大使・09年駐バングラデシュ大使）
- 蒲原正義（13年駐カザフスタン大使・12年査察担当大使・9年駐グルジア大使）
- 森元誠二（13年駐スウェーデン大使・08年駐オマーン大使）
- 小林祐武（98年外務省経済局総務参事官室課長補佐）
- 椿秀洋（12年駐ボリビア大使）
- 庄司隆一（11年駐ナイジェリア大使）
- 清水武則（11年駐モンゴル大使）
- 隈丸優次（13年駐カンボジア大使）
- 藤田順三（13年駐ウガンダ大使）
- 丸尾眞（12年科学技術協力担当大使・10年駐キルギス大使）
- 名井良三（13年駐アンゴラ大使）
- 福田米蔵（11年駐ジンバブエ大使）
- 大部一秋（13年駐ウルグアイ大使）